# Wałcz (gemeente)
De gemeente Wałcz is een gemeente in powiat wałecki. Aangrenzende gemeenten:
- Wałcz (miejska), Człopa, Mirosławiec en Tuczno (powiat Wałecki)
- Czaplinek en Wierzchowo (powiat Drawski)

in Groot-Polen:
- Trzcianka (powiat Czarnkowsko-trzcianecki)
- Szydłowo (powiat Pilski)
- Jastrowie (powiat Złotowski)

Zetel van de gemeente is in de stad Wałcz (Duits Deutsch Krone), deze stad behoort echter niet tot de gemeente.
De gemeente beslaat 40,7% van de totale oppervlakte van de powiat.

## Demografie
Stand op 30 juni 2004:
| Omschrijving                   | Totaal | Totaal | Vrouwen | Vrouwen | Mannen | Mannen |
| ------------------------------ | ------ | ------ | ------- | ------- | ------ | ------ |
| eenheid                        | aantal | %      | aantal  | %       | aantal | %      |
| inwoners                       | 12 362 | 100    | 6212    | 50,3    | 6150   | 49,7   |
| bevolkingsdichtheid (inw./km²) | 21,5   | 21,5   | 10,8    | 10,8    | 10,7   | 10,7   |

De gemeente heeft 22,5% van het aantal inwoners van de powiat. In 2002 bedroeg het gemiddelde inkomen per inwoner 1340,49 zł.

## Plaatsen
Administratieve plaatsen (sołectwo) van de gemeente Wałcz:
- Chude, Chwiram, Czechyń, Dębołęka, Dobino, Dzikowo, Golce, Gostomia, Górnica, Karsibór, Kłębowiec, Kolno, Laski Wałeckie, Lubno, Łąki, Ługi Wałeckie, Nakielno, Ostrowiec, Prusinowo Wałeckie, Przybkowo, Różewo, Rudki, Rutwica, Strączno, Szwecja, Świętosław, Wałcz Drugi, Wiesiółka, Witankowo, Zdbice.

Zonder de status sołectwo : Boguszyn, Brzezinki, Bukowa Góra, Chrząstowo, Czapla, Czepiec, Dobrogoszcz, Dobrzyca, Dobrzyca Leśna, Glinki, Głowaczewo, Iłowiec, Jarogniewie, Jeziorko, Kołatnik, Lipie, Morzyca, Nagórze, Nowa Szwecja, Olszynka, Omulno, Papowo, Piława, Pluskota, Popowo, Prusinówko, Rudnica, Rusinowo, Sitowo, Smoląg, Sosnówka, Wałcz Pierwszy, Witankowo-Folwark.